# Poliedro composto
Um poliedro composto é um poliedro constituido por vários poliedros com o centro comum.
O mais conhecido é o poliedro composto por dois tetraedros chamado stella octangula, um nome dado por Kepler.

## Composições de sólidos iguais
| Componentes                     | Imagem | Vértices        | Planos de face        | Simetria |
| ------------------------------- | ------ | --------------- | --------------------- | -------- |
| 2 Tetraedros (Stella octangula) |        | Cubo            | Octaedro              | Oh       |
| 5 Tetraedros                    |        | Dodecaedro      | Icosaedro             | I        |
| 10 tetraedros                   |        | Dodecaedro      | Icosaedro             | Ih       |
| 5 cubos                         |        | Dodecaedro      | Triacontaedro rômbico | Ih       |
| 5 octaedros                     |        | Icosidodecaedro | Icosaedro             | Ih       |

## Composição de dois sólidos duais
A composição de um sólido Platónico e de um poliedro de Kepler-Poinsot com o seu dual
| Componentes                                    | Imagem | Simetria |
| ---------------------------------------------- | ------ | -------- |
| 2 tetraedros                                   |        | Oh       |
| Cubo e octaedro                                |        | Oh       |
| Dodecaedro e icosaedro                         |        | Ih       |
| Grande icosaedro e Grande dodecaedro estrelado |        | Ih       |